# 대공
대공(라틴어: magnus dux, 프랑스어: Grand-duc, 독일어: Großherzog, 이탈리아어: Grandúca, 러시아어: Великий герцог)은 제후의 작위 가운데 하나이다. 황제나 일반적인 왕보다는 낮고, 공작을 포함한 오등작(공작, 후작, 백작, 자작, 남작)보다는 높고, 주로 면적이 작은 나라의 왕과 유사한 위치의 개념으로 인식된다. 18세기 이전에는 대공국의 군주인 경우도 있었으며, 현재의 입헌군주국 가운데 군주의 칭호가 대공인 나라는 룩셈부르크 하나뿐이다.

## 역사

### 서유럽
원래는 메로빙거 왕조의 군사령관, 라인강 동쪽에서는 부족의 군주를 일컫는 말이었으며, 독일에서는 선제후와 동급이었다. 프랑스 등의 왕국에도 존재하였으나 사실상 공작이나 백작과 유사한 지위였다. 15세기 이후 오스트리아에서는 황제의 오스트리아 내 칭호가 되었다. 나폴레옹 전쟁 이후 헤센, 룩셈부르크 등이 추가로 대공이 다스리는 대공국이 되었으나, 1918년에 독일 제국의 연방이었던 6개 대공국이 모두 소멸해, 대공이 군림하는 군주제 국가는 2020년 현재 룩셈부르크가 유일하다.

### 동유럽
14세기 이전의 동유럽에는 키예프 루스라는 대공국이 있었고 그 산하 공국들 중에도 랴잔 공국, 블라디미르 대공국 등 몇몇 공국이 있었다. 1340년에 이르러 모스크바 공국이 세력을 확대하여 이반 1세는 몽골인 지배자로부터 전 루스의 대공의 칭호를 받음으로 모스크바 대공국이 탄생했다. 이후 대공은 1472년 이반 3세가 차르를 자처한 이후 군주의 칭호가 되었다.

## 같이 보기
- 아치듀크
- 퓌르스트
- 귀족